# Glenea siamensis
Glenea siamensis é uma espécie de escaravelho da família Cerambycidae.